# 구례구역
구례구역(Guryegu station, 求禮口驛)은 전라남도 순천시 황전면에 있는 전라선의 철도역이다. 역사의 모양이 한옥형으로, 이와 비슷한 구조를 갖는 역에는 영월역이 있다. 전라남도 구례군으로 들어가는 길목이라 하여 '구례구'라고 명명하였으나, 역명과는 달리 실제로는 구례군이 아니라 순천시에 있으며 구례군으로 갈 때는 역사 앞의 다리를 건너면 된다. 구례읍과 인접해 있으며 구례군청과의 직선 거리는 4.5km이다. 모든 ITX-새마을, ITX-마음, 무궁화호, SRT 열차가 정차하고, 2011년 10월 5일 전라선 복선 전철화가 개통되어 1일 4회의 KTX가 정차하기 시작하였으며 2021년 현재는 1일 13회의 KTX가 정차한다. 2013년 12월 13일부터 남도해양열차가 정차한다. 2023년 9월 1일부터 전라선 SRT 운행을 시작하면서 구례구역에도 SRT가 정차하게 되었다.
2006년 7월 한국철도공사 지사제 발족 당시 그룹대표역으로 지정되었으나, 업무 효율과 핵심 사업 실행, 현장중심의 경영체제 확립을 위한 조직개편으로 2009년 9월 각 지사가 지역 본부로 축소되면서, 그룹대표역에서 보통역으로 격하되었다.

## 역사
- 1936년 12월 16일 : 보통역으로 영업 개시
- 1950년 10월 29일 : 한국전쟁으로 역사 소실
- 1952년 4월 10일 : 임시역사 준공
- 1957년 8월 8일 : 역사 신축 착공
- 1957년 10월 3일 : 역사 신축 준공
- 1978년 6월 12일 : 홈 대합실 철거
- 1986년 1월 16일 : 역사 신축 준공
- 1999년 5월 18일 : 구례구 - 동순천 구간 복선화 공사 준공
- 2001년 12월 27일 : 압록 - 구례구 구간 단선 이설
- 2002년 10월 15일 : 압록 - 구례구 구간 복선화 공사 준공 이설
- 2007년 11월 1일 : 화물 취급 중지
- 2011년 10월 5일 : 복선전철 개통과 함께 KTX 운행 개시
- 2013년 12월 13일 : 남도해양열차 정차 개시
- 2014년 6월 1일 : ITX-새마을 운행 개시
- 2016년 12월 9일 : 누리로 운행개시
- 2018년 6월 30일 : 누리로 운행 종료
- 2018년 7월 1일 : 충북선 누리로 재운행으로 전라선 1501,1512열차는 무궁화호로 변경 운행 개시
- 2023년 9월 1일 : ITX-마음 운행 개시
- 2023년 9월 1일 : SRT 정차 개시

## 구례구역 정차 KTX 열차번호
하루에 상행 7대, 하행 6대, 총 13대가 정차한다.
상행: 502, 506, 516, 520, 522, 542(토일), 582
하행: 503, 505, 509, 515, 519, 583

## 역 구조
승강장은 2면 4선의 쌍섬식 승강장으로 운영 된다.

### 승강장
| ↑ 곡성        |
| 6５ \| ４3 \| |
| 순천 ↓        |

| 4 | 전라선 | 순천 · 여천 · 여수엑스포 방면                  |
| 5 | 전라선 | 익산 · 용산 · 수서 · 행신 · 서대전 · 서울 방면 |

## 인접한 역
| 전라선         | 전라선                 | 전라선               |
| -------------- | ---------------------- | -------------------- |
| 곡성 행신 방면 | KTX 전라선             | 순천 여수엑스포 방면 |
| 곡성 용산 방면 | KTX 전라선 서대전 경유 | 순천 여수엑스포 방면 |
| 곡성 수서 방면 | SRT 전라선             | 순천 여수엑스포 방면 |
| 곡성 용산 방면 | ITX-새마을 전라선      | 순천 여수엑스포 방면 |
| 곡성 용산 방면 | ITX-마음 전라선        | 순천 여수엑스포 방면 |
| 곡성 용산 방면 | 무궁화 전라선          | 순천 여수엑스포 방면 |
| 곡성 서울 방면 | 남도해양열차           | 순천 여수엑스포 방면 |

## 문화
- 역전이 TV 드라마 촬영지로 사용되었다. SBS 수목 미니시리즈 《대물》 1~2화(2010.10.06 ~ 2010.10.07)에 나왔다.